# 亜洲大学校
亜洲大学校（アジュだいがっこう、英称: Ajou University）は、京畿道水原市霊通区遠川洞山5番地に本部を置く大韓民国の私立大学である。1972年に設置された。

## 歴史
亜洲大学校は1972年12月、朴昌源が設立した亜洲工業初級大学を起源とする。亜洲工業初級大学は1971年に締結された韓仏間の文化及び技術協定によって設置が決まったものであり、朴昌源はこれに向けて学校法人裕信(ユシン)学園を創立した。亜洲工業初級大学の初代学長は金顕男であり、開校当時の学科は電子工学、精密機械工学、発行化学工学、工業経営学(現 産業工学科)の4学科であった。1974年12月に4年制となり亜洲工科大学に名称が変更された。
1977年、大宇実業の金宇中社長が私財を投じて学校法人大宇学園を設立し、亜洲大学を設置する。1981年には工科大学、経営大学、人文社会大学を有する総合大学に昇格し、翌年には大学院も設置するに至った。1994年、大学付属の亜洲大学校病院を開院する。

## 組織

### 学部 (2017年基準)
- 工科大学
  - 機械工学科
  - 産業工学科
  - 化学工学科
  - 新素材工学科
  - 応用化学生命工学科
  - 建築学科
    - 建築学専攻(5年)
    - 建築工学専攻(4年)

  - 環境安全工学科
  - 建設システム工学科
  - 交通システム工学科
- 情報通信大学
  - 電子工学科
  - ソフトウェア学科
  - メディア学科
  - サイバー保安学科
  - 国防デジタル融合学科
- 自然科学大学
  - 数学科
  - 物理学科
  - 化学科
  - 生命科学科
- 経営大学
  - 経営学科
  - e-Business学科
  - 金融工学科
- 社会科学大学
  - 経済学科
  - 行政学科
  - 心理学科
  - 社会学科
  - 政治外交学科
  - スポーツレジャー学科
- 人文大学
  - 国語国文学科
  - 英語英文学科
  - 仏語仏文学科
  - 史学科
  - 文化コンテンツ学科
- 法科大学
  - 法学科(2018年廃止)
- 医科大学
  - 医学科
- 看護大学
  - 看護学科
- 薬学大学
  - 薬学科
- 国際学部
  - 国際通商学科
  - 地域研究学科(日本/中国)

### 大学院
- 一般大学院
  - 修士課程
    - 機械工学科　産業工学科　化学工学科　材料工学科　環境工学科　建設交通工学科　建築学科　建築工学科　システム工学科　電子工学科　コンピュータ工学科　メディア学科　知識情報保安学科　分子化学技術学科　エネルギーシステム学部　数学科　物理学科　化学科　生命科学科　看護学科　金融工学科　経営学科　経営情報学科　国語国文学科　英語英文学科　史学科　経済学科　心理学科　応用社会学科　政治外交学科　行政学科　法学科　医学科　医生命科学科　宇宙計測情報学　王洋生命工学　NCW学　医用工学　

  - 博士課程
    - 機械工学科　産業工学科　化学工学科　材料工学科　環境工学科　建設交通工学科　建築学科　建築工学科　システム工学科　電子工学科　コンピュータ工学科　分子化学技術工学科　エネルギーシステム学部　数学科　物理学科　化学科　生命科学科　看護学科　分子化学技術学科　金融工学科　経営学科　国語国文学科　英語英文学科　心理学科　応用社会学科　政治外交学科　行政学科　法学科　教育学科　医学科　医生命学科　宇宙計測情報学　応用生命工学　医用工学　NCW学
- 情報通信専門大学院
- 法学専門大学院
- 国際大学院
  - 国際経営学科　国際通商学科　国際開発協力学科　NGO学科
- 産業大学院
  - 機械工学科　情報電子工学科　化学生命工学科　環境工学科　産業システム工学科　ビジネス情報工学科　都市開発学科
- 経営大学院
  - 深化専攻　特化専攻
- 公共政策大学院
  - 一般行政専攻　社会福祉専攻　不動産専攻　電子政府専攻
- 教育大学院
  - 教育行政専攻　国語教育専攻　コンピュータ教育専攻　相談心理専攻　英語教育専攻　仏語教育専攻　数学教育専攻　歴史教育専攻　交通社会教育専攻　交通科学教育専攻　生涯教育専攻　保険教育専攻　大学行政管理専攻　特殊教育専攻　幼児教育専攻　教養/教職専攻　e-Learning専攻　青少年指導専攻　初等英語教育専攻
- 情報通信大学院
  - 情報通信専攻　情報保護専攻　ユビキタスシステム専攻　情報通信/C4I専攻　情報保護/C4I専攻　ユビキタスシステム/C4I専攻　情報システム監理専攻
- ITS大学院
  - ITS学科　交通工学科
- 保険大学院
  - 保健政策と管理専攻　疫学と健康増進専攻　環境・産業保健専攻
- 法務大学院